# Duesundøyna
Duesundøyna, est une île dans le landskap Sunnhordland du comté de Vestland. Elle appartient administrativement à Masfjorden.

## Géographie
Rocheuse et couverte d'arbres, elle s'étend sur environ 668 m de longueur pour une largeur approximative maximale de 578 m. Elle compte une vingtaine d'habitations et la route 570 y mène par un pont. 